# Ягница
Ягница — деревня в Череповецком районе Вологодской области. Административный центр Ягницкого сельского поселения и Ягницкого сельсовета.
Расстояние до районного центра Череповца по автодороге — 120 км. Ближайшие населённые пункты — Петряево, Новая Ягница, Задние Чуди.
По переписи 2002 года население — 368 человек (175 мужчин, 193 женщины). Всё население — русские.